# متحف الشرطة المدنية (ريو دي جانيرو)
متحف الشرطة المدنية (بالبرتغالية: Museu da Polícia Civil‏)؛ متحف تاريخي في ريو دي جانيرو في البرازيل. ينظم المتحف معارض دائمة ومؤقتة للوثائق والأصناف التي تصور أنشطة الشرطة المدنية في تاريخ ريو دي جانيرو منذ عصور الاستعمار.
تأسس في عام 1912 واستخدم في البداية فقط لتعليم طلاب أكاديمية الشرطة، في ثلاثينيات القرن العشرين افتتح للجمهور. يقع المقر الرئيسي للمتحف في مبنى انتقائي فرنسي تم بناؤه في عام 1910 من قبل المهندس المعماري Heitor de Mello. وهو مسجل تحت المجلس الدولي للمتاحف كمتحف علمي.

## مجموعات المتحف
ينقسم المتحف إلى مجموعات تتعلق بـ:
- نشأة قوة الشرطة وتاريخها
- الشرطة النظامية في العاصمة الاتحادية السابقة
- الشرطة السياسية السابقة
- الاتصالات الأولية
- الشرطة الفنية
- "الألعاب المحرمة"
- الأسلحة النارية

يحتوي المتحف أيضًا على مواد تمت مصادرتها من حركة التكامل البرازيلية الفاشية. وتشمل العناصر المتعلقة بالحركة النازية في البرازيل، تحديدا الأعلام، واللافتات، و"أحذية الأطفال بتصميم الصليب المعقوف"؛ والمواد المطبوعة المصادرة من الحزب الشيوعي البرازيلي.

## مجموعة متحف السحر الأسود
مجموعة متحف السحر الأسود (بالبرتغالية: Coleção Museu de Magia Negra‏) تشكلت في متحف الشرطة المدنية في 1920 لإيواء الأشياء الدينية المتعلقة الديانات الأفريقية البرازيلية، وتحديدا الداينة كاندومبلي هي ديانة برازيلية ذات أصول أفريقية. تم اتهام الشرطة بقمعها بموجب قانون العقوبات للجمهورية الأولى. في 11 أكتوبر 1890 صدرت قوانين مكافحة السحر والشعوذة.
أضاف ماريو دي أندرادي، مبتكر SPHAN، الذي أصبح الآن المعهد الوطني للتراث التاريخي والفني  المجموعة إلى القائمة الأولية لمعالم التراث الوطني في عام 1938. ونتيجة لذلك كانت مجموعة متحف السحر الأسود أول مجموعة إثنوغرافية محمية في البرازيل.
لم تُعرض مجموعة متحف السحر الأسود للجمهور منذ عام 1999.

## روابط خارجية
- الموقع الرسمي (باللغة البرتغالية)
- متحف الشرطة المدنية